# 太田岳志
太田 岳志（おおた がくじ、1990年12月26日 - ）は、三重県桑名市出身のプロサッカー選手。Jリーグ・京都サンガF.C.所属。ポジションはゴールキーパー（GK）。

## 来歴
暁高等学校を経て、大阪学院大学へ進学。4年時には主将を務めた。また、2009年から2012年に関西学生選抜、2010年は全日本大学選抜にそれぞれ選出。2012年2月、セレッソ大阪の宮崎キャンプに練習参加した。
2013年より、FC岐阜へ入団。初年度は時久省吾・高木貴弘に次ぐ3番手となりベンチ入りの機会もなかったが、2014年になると2人を抑えて元日本代表の川口能活の控えを務める試合もあった。2015年も控えとして開幕を迎えたが、川口の負傷離脱によりスタメンを勝ち取った。しかし、夏場以降は常澤聡にポジションを奪われた。シーズン終了後、契約満了により岐阜を退団し、東京ヴェルディへ移籍した。
ヴェルディでは鈴木椋大や柴崎貴広の前に公式戦出場機会を得られず、2017年12月30日にカターレ富山へ期限付き移籍することが発表された。移籍初年度は永井堅梧の前に出場機会がなかったものの、2019年からは完全移籍へ移行。しかし、榎本哲也の控えとなり7試合の出場に終わった。
2019年12月23日、京都サンガF.C.に完全移籍により加入すると発表された。清水圭介と若原智哉からポジションを奪えず、加藤順大との第3GK争いに終始した。加藤移籍後の2021シーズンも立場は変わらず第3GKに留まり、シーズン終盤は若原の離脱でベンチ入りの機会もあったが、出場は無かった。
2023年4月5日、ルヴァンカップ第3節セレッソ大阪戦で、加入後2試合目の出場を4-0の完封勝利で飾り、自身にとって加入後初勝利となった。同シーズンは、若原が長期離脱で早々にシーズンアウトしたため、リーグ戦の出場数が増加。夏には韓国代表歴のある具聖潤が加入したが、出場機会を争い、14試合に出場した。
2025年7月16日、天皇杯3回戦・横浜FC戦にて、延長後半14分にCKから右足を振り抜き同点ゴールを決めると、PK戦でも相手のPKを2本ストップし、勝利に貢献した。

## 人物・プレースタイル
- 長身を活かしたハイボールの処理やセービングが持ち味で、リーダーシップも発揮できる[12]。

## 所属クラブ
- 大山田サッカースポーツ少年団[13]
- 桑名市立陵成中学校[13]
- 暁高等学校
- 大阪学院大学
- 2013年 - 2015年 FC岐阜
- 2016年 - 2018年 東京ヴェルディ
  - 2018年 カターレ富山（期限付き移籍）
- 2019年 カターレ富山
- 2020年 - 京都サンガF.C.

## 個人成績
| 国内大会個人成績 | 国内大会個人成績 | 国内大会個人成績 | 国内大会個人成績 | 国内大会個人成績 | 国内大会個人成績 | 国内大会個人成績 | 国内大会個人成績 | 国内大会個人成績 | 国内大会個人成績 | 国内大会個人成績 | 国内大会個人成績 |
| 年度             | クラブ           | 背番号           | リーグ           | リーグ戦         | リーグ戦         | リーグ杯         | リーグ杯         | オープン杯       | オープン杯       | 期間通算         | 期間通算         |
| 年度             | クラブ           | 背番号           | リーグ           | 出場             | 得点             | 出場             | 得点             | 出場             | 得点             | 出場             | 得点             |
| 日本             | 日本             | 日本             | 日本             | リーグ戦         | リーグ戦         | リーグ杯         | リーグ杯         | 天皇杯           | 天皇杯           | 期間通算         | 期間通算         |
| ---------------- | ---------------- | ---------------- | ---------------- | ---------------- | ---------------- | ---------------- | ---------------- | ---------------- | ---------------- | ---------------- | ---------------- |
| 2013             | 岐阜             | 21               | J2               | 0                | 0                | -                | -                | 0                | 0                | 0                | 0                |
| 2014             | 岐阜             | 21               | J2               | 2                | 0                | -                | -                | 1                | 0                | 3                | 0                |
| 2015             | 岐阜             | 21               | J2               | 18               | 0                | -                | -                | 1                | 0                | 19               | 0                |
| 2016             | 東京V            | 26               | J2               | 0                | 0                | -                | -                | 0                | 0                | 0                | 0                |
| 2017             | 東京V            | 26               | J2               | 0                | 0                | -                | -                | 0                | 0                | 0                | 0                |
| 2018             | 富山             | 21               | J3               | 0                | 0                | -                | -                | 1                | 0                | 1                | 0                |
| 2019             | 富山             | 21               | J3               | 7                | 0                | -                | -                | 3                | 0                | 10               | 0                |
| 2020             | 京都             | 26               | J2               | 0                | 0                | -                | -                | -                | -                | 0                | 0                |
| 2021             | 京都             | 26               | J2               | 0                | 0                | -                | -                | 0                | 0                | 0                | 0                |
| 2022             | 京都             | 26               | J1               | 0                | 0                | 1                | 0                | 0                | 0                | 1                | 0                |
| 2023             | 京都             | 26               | J1               | 12               | 0                | 3                | 0                | 1                | 0                | 16               | 0                |
| 2024             | 京都             | 26               | J1               | 8                | 0                | 0                | 0                | 2                | 0                | 10               | 0                |
| 2025             | 京都             | 26               | J1               |                  |                  |                  |                  |                  |                  |                  |                  |
| 通算             | 日本             | 日本             | J1               | 20               | 0                | 4                | 0                | 3                | 0                | 27               | 0                |
| 通算             | 日本             | 日本             | J2               | 20               | 0                | -                | -                | 2                | 0                | 22               | 0                |
| 通算             | 日本             | 日本             | J3               | 7                | 0                | -                | -                | 4                | 0                | 11               | 0                |
| 総通算           | 総通算           | 総通算           | 総通算           | 47               | 0                | 4                | 0                | 9                | 0                | 60               | 0                |

- 公式戦初出場 - 2014年7月12日 天皇杯2回戦・V・ファーレン長崎戦（長崎県立総合運動公園陸上競技場）
- Jリーグ初出場 - 2014年10月26日 J2第38節・ギラヴァンツ北九州戦（北九州市立本城陸上競技場）
- 公式戦初得点 - 2025年7月16日 天皇杯3回戦・横浜FC戦（サンガスタジアム by KYOCERA）